# Figeac
Figeac (okcitansko Fijac) je naselje in občina v južni francoski regiji Jug-Pireneji, podprefektura departmaja Lot. Leta 1999 je naselje imelo 9.606 prebivalcev.

## Geografija
Kraj leži v južni Franciji ob desnem bregu reke Célé, 68 km severno do severovzhodno od Cahorsa. Skozenj poteka ena od štirih romarskih poti v Santiago de Compostelo Via Podiensis z začetkom v Le Puy-en-Velayu.

## Administracija
Figeac je sedež dveh kantonov:
- Kanton Figeac-Vzhod (del občine Figeac, občine Bagnac-sur-Célé, Cuzac, Felzins, Lentillac-Saint-Blaise, Linac, Lunan, Montredon, Prendeignes, Saint-Félix, Saint-Jean-Mirabel, Saint-Perdoux, Viazac),
- Kanton Figeac-Zahod (del občine Figeac, občine Béduer, Camboulit, Camburat, Capdenac, Faycelles, Fons, Fourmagnac, Lissac-et-Mouret, Planioles).

Naselje je prav tako sedež okrožja, v katerega so poleg njegovih dveh vključeni še kantoni Bretenoux, Cajarc, Lacapelle-Marival, Latronquière, Livernon, Saint-Céré, Sousceyrac in Limogne-en-Quercy s 50.095 prebivalci.

## Znamenitosti
Figeac je na seznamu francoskih umetnostno-zgodovinskih mest.
- romarska cerkev Presvetega Odrešenika iz konca 11. stoletja,
- romanska cerkev Notre-Dame du Puy, sedež bratovščine sv. Jakoba,
- Muzej Champollion, imenovan po egiptologu Jeanu Françoisu Champollionu.